# Берлепшева лесная звезда
Берлепшева лесная звезда (лат. Chaetocercus berlepschi) — редкая птица семейства колибри. Эндемик Эквадора. Вид получил название в честь немецкого орнитолога Ганса фон Берлепша.

## Описание
Длина — от 6 до 7 см. Окраска самцов фиолетовая, зелёная и белая. Хвост разветвлённый. Оперение верха у самки зелёное, нижняя часть тела — блестяще-белая. Хвост — жёлто-коричневый с белыми точками.

## Распространение
Эндемик середины западного побережья Эквадора. Птицу можно изредка наблюдать только в национальном парке «Мачалилья» или вблизи течения реки Аямпе. Естественная среда обитания — субтропические или влажные тропические леса.
Местное население называет этот вид колибри Atamari.